# Longitarsus saltatus
Longitarsus saltatus är en skalbaggsart som beskrevs av Willis Blatchley 1921. Longitarsus saltatus ingår i släktet Longitarsus och familjen bladbaggar. Inga underarter finns listade i Catalogue of Life.